# Joan Gomis
Joan Gomis Sanahuja (Barcelona, 10 de junio de 1927 - ibidem, 29 de septiembre de 2001) fue un periodista, ensayista, novelista, divulgador, ilustrador, profesor y activista en favor de los derechos humanos y la paz. En su recuerdo, se otorga anualmente el Premio de Periodismo Memorial Joan Gomis por diferentes organizaciones no gubernamentales y entidades, tanto del ámbito catalán, como de toda España.

## Biografía
Hermano del poeta Lorenzo Gomis y del teólogo Joaquim, trabajó como columnista en diversos diarios, sobre todo en la prensa catalana, en especial en La Vanguardia, Avui y El Correo Catalán. También lo hizo en El Ciervo, revista que cofundó con sus hermanos en 1951 y de la que fue subdirector hasta 1971. Hombre de profundas convicciones religiosas y de raíces cristianas, publicó indistintamente en catalán y español multitud de ensayos y obras de divulgación sobre el papel de la religión en el siglo XX, la situación de la paz y los derechos humanos en el mundo y las relaciones Norte-Sur. También fue autor de cuatro novelas, dos libros de poesía, uno de memorias que, junto a una aproximación autobiográfica, abarcan las reflexiones sobre su vida entre 1936 y 1975.
Presidente del Institut Catòlic d'Estudis Socials de Barcelona (ICESB), la Transición democrática marcó para Joan Gomis la posibilidad de volcarse en distintos proyectos vinculados a las organizaciones no gubernamentales. Así, presidió Justicia y Paz, así como su referente catalán, Justícia i Pau (1976-2001) y fue el promotor y uno de los impulsores para que se crease en Cataluña un fondo propio para la cooperación al desarrollo, que terminó por cuajar en los Fons Català de Cooperació al Desenvolupament.
A lo largo de su vida fue galardonado con el Premio Carles Cardó (1970) por su obra Professió de fe en temps de crisi; el Premio Francesc Eiximenis de narrativa y el Premio Serra i Moret de ensayo, así como el Premio Memorial Juan XXIII por su actividad por la paz. Estuvo casado con la musicóloga Montserrat Albet i Vila.

## Obras
| - Joan Gomis (1967). Un jueu de Natzaret. Barcelona: Estela. - — (1970). Professió de fe en temps de crisi. Barcelona: Nova Terra. - — (1973). Catolicisme i societat capitalista. Barcelona: Nova Terra. - — (1975). La resposta de Dostoievski. Barcelona: Nova Terra. - — (1979). Tres poetes i Déu: Baudelaire, Unamuno, Riba. Barcelona: Claret. - — (1982). Cristianisme i conflicte social. Barcelona: Publicaciones Abadía de Montserrat. - — (1985). La cursa d'armaments i la pau. Publicaciones Abadía de Montserrat. - — (1988). Nord-sud: diagnòstic i perspectives. Barcelona: La Magrana. - — (1992). L'Europa de demà. Barcelona: Barcanova. - — (1993). Calvino, una vida por la Reforma. | - — (1973). Desitjada Sumatra. Barcelona: Club Editor. - — (1993). Ofrena al paradís. Barcelona: Edicions 62. - — (1972). León rugiente. - — (1982). Buscando un tesoro. - — (1994). Memòries cíviques 1950-1975 (en catalán). Barcelona: La Campana. - — (1968). Testigo de poca edad, 1936-1943. - — (1970). Atentado en la isla. - — (1975). Viaje en coche. |